# Богьян, Андрея
Андрея Николета Богьян (рум. Andreea Nicoleta Boghian; род. 29 ноября 1991, Гура-Хуморулуй, Сучава) — румынская гребчиха, выступавшая за сборную Румынии по академической гребле в период 2007—2016 годов. Бронзовая призёрка летних Олимпийских игр в Рио-де-Жанейро, обладательница серебряной медали чемпионата мира, пятикратная чемпионка Европы, победительница и призёрка многих регат национального значения.

## Биография
Андрея Богьян родилась 29 ноября 1991 года в городе Гура-Хуморулуй, Румыния. Заниматься академической греблей начала в 2004 году, проходила подготовку в городе Оршова в местном гребном клубе «Траян Лалеску».
Дебютировала в гребле на международной арене в сезоне 2007 года, выступив в парных четвёрках на чемпионате мира среди юниоров в Пекине. Год спустя в распашных безрульных двойках стала серебряной призёркой на юниорском мировом первенстве в Линце. Ещё через год на аналогичных соревнованиях в Брив-ла-Гайард была в той же дисциплине лучшей. В 2009 году вошла в основной состав румынской национальной сборной и побывала на чемпионате Европы в Бресте, откуда привезла награду бронзового достоинства, выигранную в зачёте парных четвёрок.
В 2011 году в восьмёрках одержала победу на европейском первенстве в Пловдиве, тогда как на мировом первенстве в Бледе финишировала в той же дисциплине четвёртой.
На чемпионате Европы 2012 года в Варезе вновь была лучшей в восьмёрках.
В 2013 году на чемпионате Европы в Севилье дважды поднималась на верхнюю ступень пьедестала почёта: победила в безрульных двойках и рулевых восьмёрках. При этом на чемпионате мира в Чхунджу получила серебро, пропустив вперёд экипаж из Соединённых Штатов.
На европейском первенстве 2014 года в Белграде в финале восьмёрок обошла всех своих соперниц и получила золото, став таким образом пятикратной чемпионкой Европы по академической гребле. На мировом первенстве в Амстердаме была близка к призовым позициям, показав на финише четвёртый результат.
В 2015 году в восьмёрках выиграла бронзовую медаль на чемпионате Европы в Познани, в то время как на чемпионате мира в Эгбелете сумела квалифицироваться лишь в утешительный финал B и расположилась в итоговом протоколе соревнований на седьмой строке.
На чемпионате Европы 2016 года в Бранденбурге финишировала в восьмёрках четвёртой. Благодаря череде удачных выступлений удостоилась права защищать честь страны на летних Олимпийских играх 2016 года в Рио-де-Жанейро — в составе экипажа, куда также вошли гребчихи Роксана Коджану, Йоана Струнгару, Лаура Опря, Михаэла Петрилэ, Мэдэлина Береш, Аделина Богуш, Юлиана Попа и рулевая Даниэла Друнча, в решающем финальном заезде восьмёрок пришла к финишу третьей позади команд из США и Великобритании — тем самым завоевала бронзовую олимпийскую медаль.